# Filippo Filangieri
Filippo Filangieri i del Tufo (Nàpols c.1600) fou un militar hispànic d'origen napolità. Governador General de la cavalleria de Nàpols el 1639. Va fer la campanya de Salses el 1639. Rebé un hàbit de Santiago el febrer de 1640. Després les seves 5 companyies de cavalleria s'allotjaren al Principat provocant desordres. Com a resultat de la sublevació, es veié obligat a fugir del Principat. Així, en la invasió de l'exèrcit del Marquès de los Vélez, participà com a Comissari general de la cavalleria del Duc de Sant Jordi. Participà, també, a la batalla de Montjuïc.